# Weihungszell
Weihungszell ist ein Ortsteil von Sießen im Wald der Gemeinde Schwendi im Landkreis Biberach in Oberschwaben.
2006 beläuft sich die Einwohnerzahl von Weihungszell auf rund 300.

## Geographische Lage
Weihungszell liegt im Weihungstal ca. 18 km von Laupheim, ca. 35 km nördlich der Kreisstadt Biberach an der Riß und 25 km südlich von Ulm und gehört zur Gemeinde Schwendi.

## Geschichte

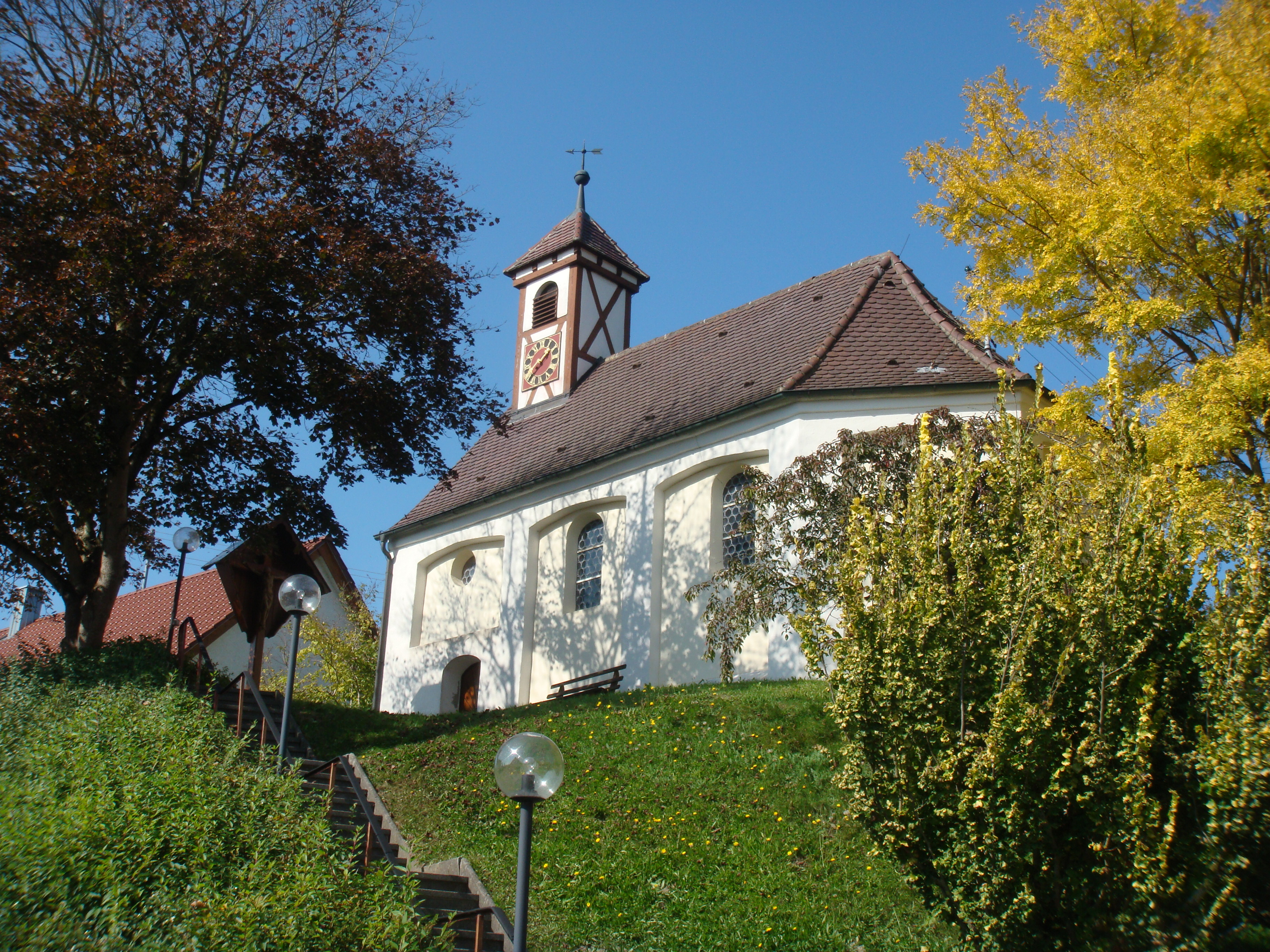
Kapelle St. Peter und Paul

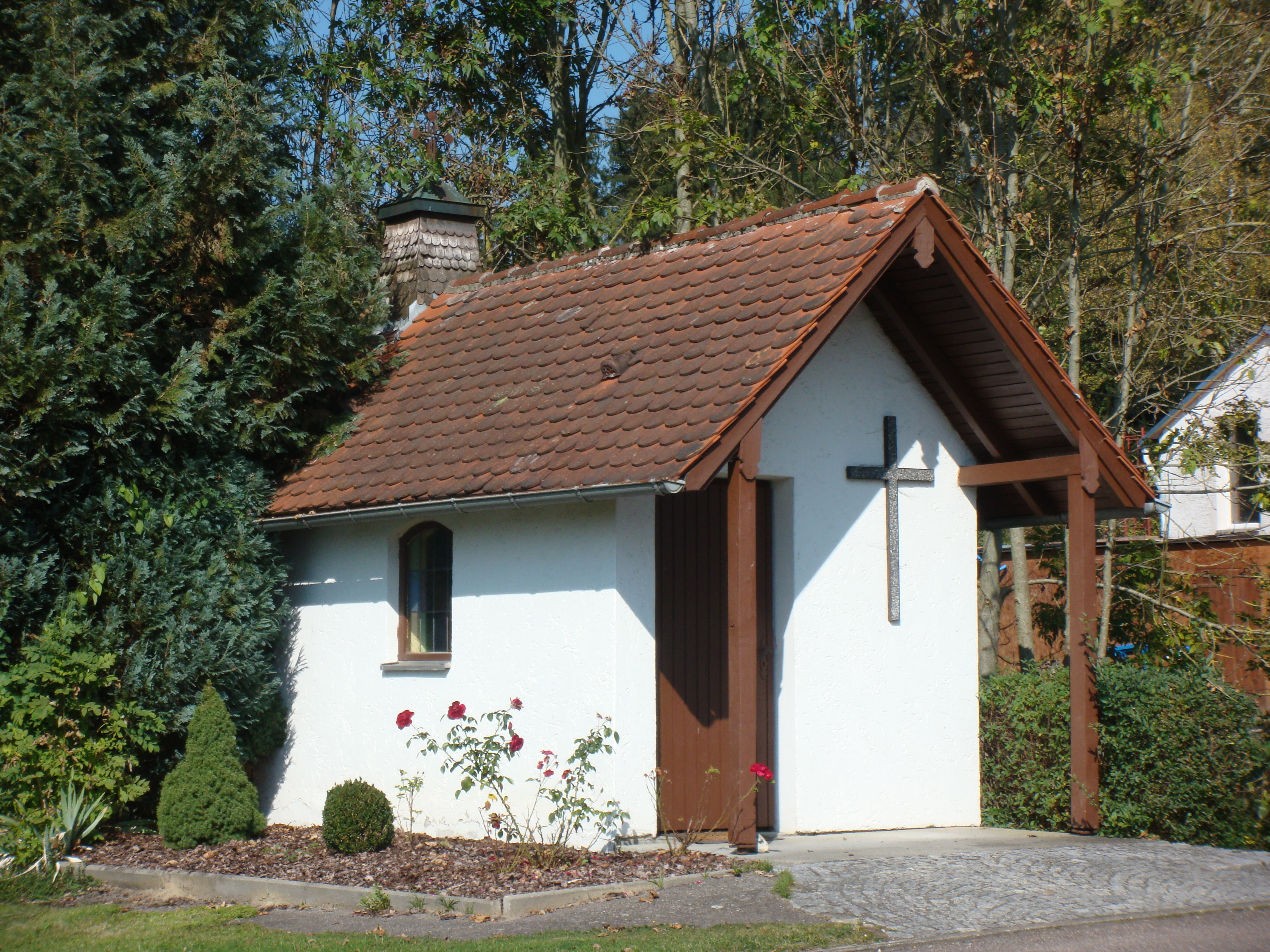
Kapelle an der Weihung

845 wurde eine Zelle in Weihungszell dem Kloster St. Gallen geschenkt. 1353 erscheint der Ort als Wiggenzell. Nach dem Dreißigjährigen Krieg soll Weihungszell ausgestorben gewesen sein. Später siedelten sich Einwanderer aus Tirol an. 
Weihungszell gehörte bis 1832 zu Dietenheim, mit dem es eine wechselvolle Geschichte erlebte. So kam er im 15. Jahrhundert in den Besitz der Ulmer Familie Krafft, im 16. Jahrhundert dann in Fugger’schen Besitz. Zu Napoleons Zeiten wurde er 1806 bayrisch und 1819 zusammen mit Ulm württembergisch. 1832 wurde Weihungszell von der Gemeinde Dietenheim getrennt und mit Hörenhausen und weiteren Gebieten zur Gemeinde Sießen im Wald zusammengeschlossen.
Im Zuge der Gebiets- und Verwaltungsreform wurde Sießen im Wald am 1. Januar 1972 in die Gemeinde Schwendi eingegliedert.
1999 wurde der Treffpunkt GAEDO WZ - Jugendkultur unter Apfelbäumen errichtet.